# 雪花肉

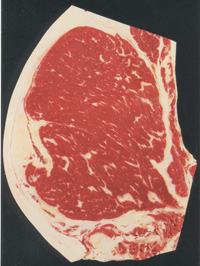
美国农业部（USDA）认证的Prime级别牛肉，雪花纹路清晰可见。

雪花肉是含有大量肌內脂肪的肉类，尤指牛肉。

## 名称
因为这些肉的纹理也很像大理石，故在英文中称其为大理石纹肉（Marbled meat）。又因其肌間脂肪的紋理與霜降時相似，在日本被稱為霜降肉（霜降り肉）。又因星星点点脂肪如同法餐装饰的香芹故法文称其为香芹花纹（Persillé）。

## 纹理形成

### 选育
对动物的选育会影响大理石状肉的形成。一些肉牛品种，如安格斯牛、墨瑞灰牛、短角牛、和牛，和一些奶牛品种，如娟珊牛、荷斯坦牛及瑞士褐牛都有较多的大理石纹。

### 饲料
雪花牛肉的花纹也会受到到饲喂时间和饲料类别的影响。肉牛在育肥场饲养的时间越长，肉质等级有可能越高，但屠宰率会更低。饲喂大量谷物，如玉米或大麦，会使胴体脂肪的颜色从黄转白，也有可能得到更高的USDA肉质等级。由于可能出现酸中毒，给肉牛饲喂过多谷物来增加大理石纹会存在风险。牛是反刍动物，它们的胃能很好地消化饲草，而不是谷物。为了增加大理石纹和增重，“当代的肉牛的选育也考虑了采食大量谷物并有效转化为蛋白质的能力，同时不会因此而染病。”

## 等级
牛肉雪花纹标准(Beef Marbling Standard, BMS) 为较为通用的肉质等级认定，取牛第六与第七根肋骨间的切面来评论，共分为十二个等级。一为最低，无脂肪；十二为最高，雪花纹路密布。

### 日本等级体系
日本肉类评级协会（日本食肉格付協会）将牛肉根据血统分为A、B、C三大类。A类为纯种的和牛（含黑毛和种、褐毛和种、日本短脚种和无角和种）；B类为混血后的和牛；C类为其它国家的牛种。
综合BMS的12个级别，以及脂肪交杂基准和肉质等级，A类和牛可由低到高分为A1至A5五个等级。A5级和牛脂肪比例高达50%。

### 澳洲等级体系
澳洲有两套等级体系，Aus-Meat等级和MSA评分。Aus-Meat由低到高分为M1至M9级，MSA分数则从300至1100。
澳洲牛种为脂肪更少的安格斯牛，所以M9约等于日本A3级别，脂肪含量达30%。

### 美国等级体系
美国农业部将肉类的大理石纹分为8个不同的等级，分别是Prime, Choice, Select, Standard, Commercial, Utility, Cutter和Canner。其中，Prime的大理石纹含量最高。